# Prvačina
Prvačina (olasz nyelven: Gradiscutta in Val Vipacco) falu Szlovéniában, a Goriška statisztikai régióban, a Vipava-völgyben, Gradišče nad Prvačino település közelében. Közigazgatásilag Nova Goricához tartozik. Lakosságának száma 1169 fő. A településen 2009. március 29-én és 30-án árvíz pusztított. A településen évente megrendezik az őszibarack ünnepet.

## Temploma

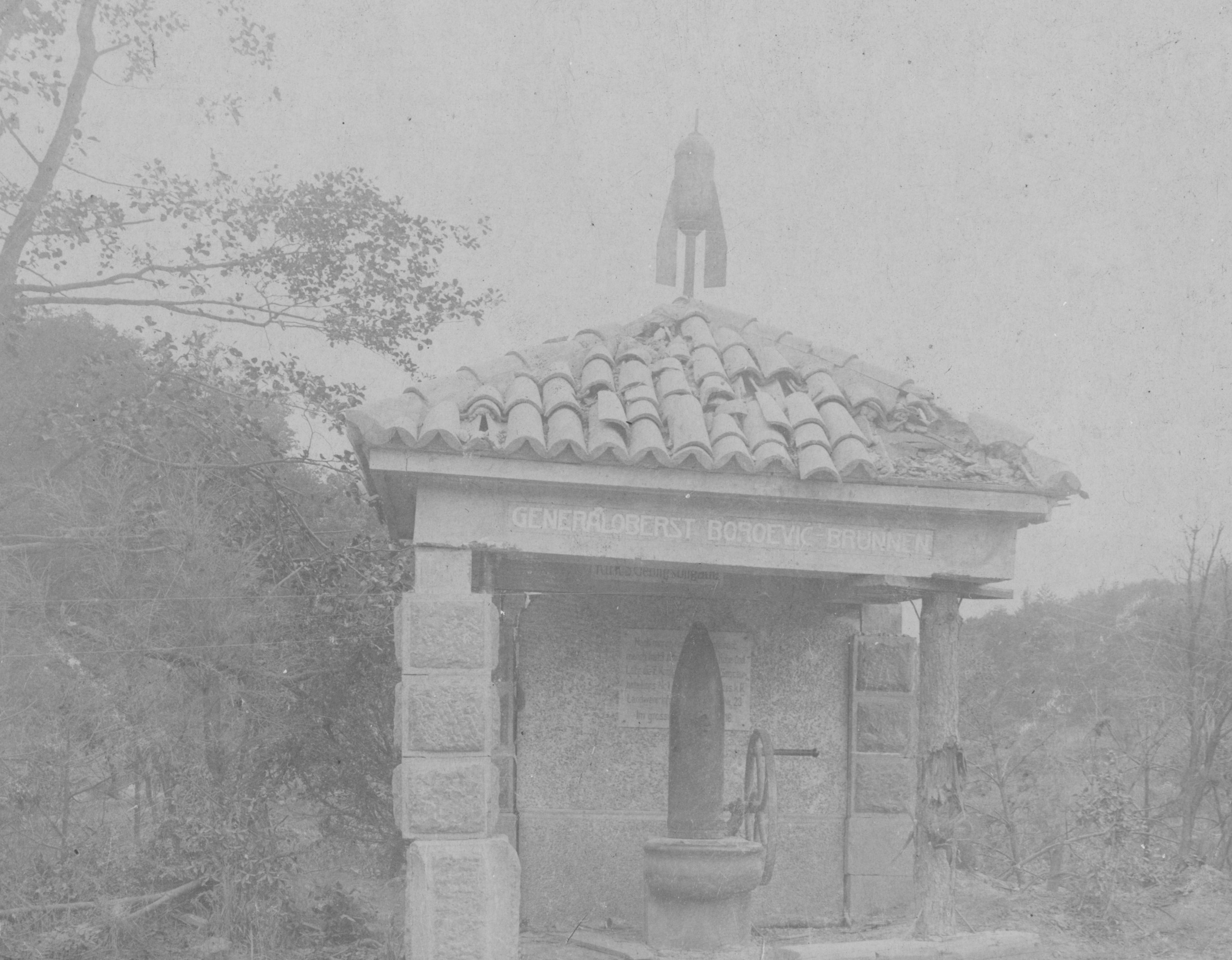
Boroevic forrás

A falu templomát Szent András apostol tiszteletére emelték és a Koperi egyházmegyéhez tartozik.

## Híres személyek
A településen élt, vagy született:
- Alojzij Matija Zorn, a Goriziai főegyházmegye érseke
- Hilarij Zorn, egyházi méltóság és publicista

## Fordítás
- Ez a szócikk részben vagy egészben  a   Prvačina című angol Wikipédia-szócikk ezen változatának fordításán alapul.  Az eredeti cikk szerkesztőit annak laptörténete sorolja fel. Ez a jelzés csupán a megfogalmazás eredetét és a szerzői jogokat jelzi, nem szolgál a cikkben szereplő információk forrásmegjelöléseként. és Ez a szócikk részben vagy egészben  a   Prvačina című szlovén Wikipédia-szócikk ezen változatának fordításán alapul.  Az eredeti cikk szerkesztőit annak laptörténete sorolja fel. Ez a jelzés csupán a megfogalmazás eredetét és a szerzői jogokat jelzi, nem szolgál a cikkben szereplő információk forrásmegjelöléseként.